# エフゲニー・サドウィ
エフゲニー・サドウィ（ロシア語ラテン翻字: Yevgeny Viktorovich Sadovyi, 1973年1月19日 - ）は、ロシア連邦ヴォルゴグラード州ヴォルシスキー出身の競泳選手。バルセロナオリンピックの200m自由形・400m自由形・800mリレーで金メダルを獲得した。

## 経歴

### 1991年欧州選手権
1991年の欧州選手権で400m自由形・800mリレーで優勝する。

### 1992年バルセロナオリンピック
1992年バルセロナオリンピックでは200m自由形（1分46秒70・五輪新）・400m自由形（3分45秒00・世界新）・800mリレー（7分11秒95・世界新）で三冠を達成し、スイミングワールドマガジンのスイマー・オブ・ザ・イヤーに選出された。

### 1993年欧州選手権
400mリレーと800mリレーで二冠を達成した。個人種目でも200m自由形で2位を獲得した。